# Форнело (Лука)
Форнело је насеље у Италији у округу Лука, региону Тоскана.
Према процени из 2011. у насељу је живело 29 становника. Насеље се налази на надморској висини од 46 м.